# 5000 lire per un sorriso

Isabella Verney, vincitrice della 1ª edizione

Gianna Maranesi, vincitrice della 2ª edizione

Adriana Serra, vincitrice della 3ª edizione

5000 lire per un sorriso è il concorso di bellezza che elesse dal 1939 al 1941 la ragazza ritenuta più bella d'Italia. Il concorso è precursore del successivo Miss Italia.

## Storia
Il concorso nasce nel 1939 da un'idea del celebre pubblicitario Dino Villani e di Cesare Zavattini per sponsorizzare la marca di dentifricio Giviemme. Si tratta di un concorso fotografico: le concorrenti al titolo di "Miss Sorriso" infatti ancora non sfilano sulla passerella, ma si limitano ad inviare una loro foto alla rivista Tempo.
Inizialmente il premio per la vincitrice consisteva solo nella cifra di 5000 lire in titoli di Stato, successivamente oltre al premio in denaro si aggiunsero anche altri premi che comprendevano: un corredo, una pelliccia, una cucina a gas, un soggiorno di due settimane per due persone presso il Grande Albergo di Cattolica, un lampadario di Murano, un impermeabile di lusso e 6 paia di calze di seta. L'aggiunta di tali premi comportò anche la modifica del nome del concorso che diventò "5000 lire e un corredo per un sorriso". Lo scoppio del conflitto bellico con i suoi bombardamenti segnò la fine del concorso, che terminò nel 1941 durando solo tre anni.
Dopo l'interruzione dal 1942 al 1944 dovuta alla seconda guerra mondiale, il concorso riprese nel 1946 adottando il nome di Miss Italia.

## Vincitrici del concorso
| Anno | Vincitrice      | Regione   |
| ---- | --------------- | --------- |
| 1939 | Isabella Verney | Piemonte  |
| 1940 | Gianna Maranesi | Lombardia |
| 1941 | Adriana Serra   | Lombardia |